# Tokyo Rock City
Tokyo Rock City - Best of J-Rock, es un álbum recopilatorio realizado por Sony BMG en cooperación con Kastellamedia. Fue lanzado el 6 de noviembre de 2007 y contó con la participación de Uverworld, Keshyr Nheira, Doping Panda, Orange Range, Abingdon Boys School, Siam Shade, High and Mighty Color, Onmyo-Za, Rize y Versailles.

## Lista de canciones
| N.º | Título                                         | Intérprete            | Duración |  |
| 1.  | «Nagare Kukyo This World (Death Note Version)» | Uverworld             |          |  |
| 2.  | «Bakamono no Uta»                              | Keshyr Nheira         |          |  |
| 3.  | «Crazy»                                        | Doping Panda          |          |  |
| 4.  | «*Asterisk»                                    | Orange Range          |          |  |
| 5.  | «Nephilim»                                     | Abingdon Boys School  |          |  |
| 6.  | «D.D.D. (Album Version)»                       | Siam Shade            |          |  |
| 7.  | «Enrai ~Tooku ni Aru Akari~»                   | High and Mighty Color |          |  |
| 8.  | «Kokui no Tennyo»                              | Onmyo-Za              |          |  |
| 9.  | «Kaminari»                                     | Rize                  |          |  |
| 10. | «The Love From a Dead Orchestra»               | Versailles            |          |  |